# Stéphane Rousseau
Pour les articles homonymes, voir Rousseau.
Ne doit pas être confondu avec Stéphane Rousson.
 (juin 2022).
Si vous disposez d'ouvrages ou d'articles de référence ou si vous connaissez des sites web de qualité traitant du thème abordé ici, merci de compléter l'article en donnant les références utiles à sa vérifiabilité et en les liant à la section « Notes et références ».
Stéphane Rousseau est un humoriste, acteur, animateur, auteur, chanteur et peintre Québécois, né le 17 septembre 1966 à LaSalle, maintenant arrondissement de Montréal.

## Biographie

### Carrière
En 1988 a lieu sa première participation au Festival Juste pour rire de Montréal.
Après plusieurs années de tournée dans les bars du Québec en compagnie de Roméo Pérusse, Stéphane Rousseau entame une carrière d'animateur radio sur les ondes de CHIK-FM, en 1988,,, qu'il coanime avec Mario Grenier. Good Morning Québec a de bonnes performances, mais ne parvient pas à déloger Le Zoo de FM 93, qui domine le marché. La bonne performance de Stéphane Rousseau lui permet de se faire remarquer. En 1989, il coanimera l'émission C'est à ton tour avec Natalie Richard (en) (VJ à MusiquePlus) à Télévision Quatre-Saisons pour une seule saison.
En mai 1990, l'équipe de la populaire émission matinale Le Zoo à CJMF-FM claque la porte à quelques mois avant la fin de leur contrat et passe à CHIK, délogeant la matinale Good Morning Québec. Stéphane Rousseau quittera CHIK Québec pour CKMF-FM Montréal. Il se joindra à Mario Lirette pour l'émission Les Deux pistons au retour à la maison. Très vite, il devient l'animateur vedette de la station, grâce aux records d'audience. L'émission prendra fin en 1993, remplacée à l'automne par Les Grandes Gueules. Stéphane sera invité récurrent dans différentes émissions à CKMF, et rejoindra l'émission du matin en 1998 et 1999.
En 1992, il présente son premier spectacle solo : Rousseau. En deux ans, on a compté 269 représentations, dans 50 villes, et devant plus de 300 000 spectateurs. De plus, ce spectacle lui a valu un Prix Félix l'année suivante et un Billet double platine (équivalent à un double disque de platine) en 1994. La même année, il s'est produit à guichet fermé au Théâtre du Forum de Montréal, devant 8 000 personnes.
En 1995, il présente son deuxième spectacle : Drôle de Stéphane Rousseau.
Son troisième spectacle, Stéphane Rousseau vous fait l'humour, a été présenté au Théâtre Saint-Denis de Montréal, en 1999. Ce nouveau succès amènera René Angélil et Céline Dion à choisir Stéphane pour assurer la première partie de la chanteuse, lors de son concert au Centre Bell, diffusé en direct sur les ondes de TVA, le 31 décembre 1999 (animation assurée par Julie Snyder).
En 2001, Stéphane Rousseau reçoit deux prix Olivier, remis par l'Association des professionnels de l'industrie de l'humour : performance scénique de l'année et spectacle le plus populaire de l'année.
Les 2, 3 et 4 mai 2001, il se produit pour la première fois en vedette à Paris, au Bataclan. Il revient ensuite pour une série de représentations dès le 19 septembre. Son spectacle Stéphane Rousseau vous fait l'humour est adapté pour l'occasion par Pascal Légitimus,,.
Au mois de juillet 2002, il coanime pour la première fois le Festival Juste pour rire au côté de Franck Dubosc. Fort de leur complicité, ils animent ensuite cinq éditions du festival ensemble.
La même année, il joue le rôle de Sébastien dans Les Invasions barbares de Denys Arcand. Le film remporte de nombreux prix, notamment au Festival de Cannes et au Festival de Toronto, où Stéphane Rousseau reçoit le prix du meilleur acteur de soutien.
En 2004, il interprète le personnage de Billy Flint dans la comédie musicale Chicago, adaptée pour la France par Laurent Ruquier. Stéphane succède ainsi à Anthony Kavanagh et se produit au Casino de Paris entre février et avril 2004. Véronic DiCaire fait aussi partie de la troupe.
À Noël, il coanime, avec son amie Isabelle Boulay, une émission spéciale. Destinée à la fois à la télévision française (intitulée Noël au Canada pour France 2) et à la télévision québécoise (Soir de fête pour TQS), cette émission est enregistrée à l'Hôtel Sacacomie, à Saint-Alexis-des-Monts, en Mauricie. Plusieurs artistes sont invités : Zazie, Françoise Hardy, Julie Zenatti, Renaud, Johnny Hallyday, Eddy Mitchell, Henri Salvador, Corneille, Nicola Ciccone, Bernard Lavilliers, Laurence Jalbert,,.
En 2005, il entame une tournée de quelques dates en Belgique et en France. Il se produit alors essentiellement dans des cafés-théâtres, avant de retrouver Paris et le Bataclan du 17 janvier au 25 février 2006. Le succès européen de son nouveau spectacle Rousseau - One Man Show grandissant, il y revient du 30 novembre 2006 au 6 janvier 2007, pour des prolongations.
En février 2007, Stéphane tourne en compagnie d'Alexandra Lamy, dans Modern Love, un film musical réalisé par Stéphane Kazandjian.
Le 1er avril 2007, il coanime La Nuit des duos avec son complice Franck Dubosc. Et, alors que son succès ne fait que croître en Europe, Stéphane est nommé Homme de l'année par le magazine Elle Québec.
En fin d'année, il sort la version française de Rousseau - One Man Show, enregistrée au Bataclan. Il se produit ensuite cinq soirs à l'Olympia de Paris (du 6 au 10 février 2008), avant de terminer sa tournée lors du Festival Juste pour rire de Nantes en avril.
La version québécoise de son DVD, enregistrée au théâtre Saint-Denis à Montréal, sort le 21 octobre 2008.
Cette même année, il est de la distribution du film ''Astérix aux Jeux olympiques, avec une belle brochette d'acteurs et de belles surprises, tels que Clovis Cornillac qui y joue Astérix, Gérard Depardieu qui est Obélix, Franck Dubosc est Assurancetourix, Francis Lalanne et Michael Schumacher en pilote pour la course de chars, apparaissent aussi au niveau des surprises dans de petits rôles. En 2009, Stéphane Rousseau est choisi pour présider la 2e édition des Parlementeries.
En septembre 2009, il participe au tournage de Fatal, réalisé par Michaël Youn (sortie le 16 juin 2010). Le tournage a eu lieu en grande partie à Montréal. Stéphane Rousseau y interprète le chanteur engagé Chris Prolls, personnage de fiction haut en couleur.
En février 2010, il entame le rodage de son cinquième spectacle, Les Confessions de Rousseau, au Cabaret Juste pour Rire, à Montréal. Il part ensuite pour la France pour quelques représentations, avant sa rentrée parisienne au Palace (du 26 octobre 2010 au 8 janvier 2011).
2011 est l'année de la consécration : sa tournée rencontre un franc succès en France, en Belgique, en Suisse et au Québec. Il participe notamment au spectacle Just for Love, présenté par Arthur, dans le cadre du Festival Juste pour rire.
En 2012, il fait aussi un retour au cinéma dans le film Omertà de Luc Dionne. Film qui présente aussi de grands comédiens tels que Michel Côté, Patrick Huard, René Angélil, Michel Dumont, Paolo Noël, etc. Stéphane y joue le personnage de Sam Cohen.
À partir du mois d'avril 2013, il a une statue de cire de lui au Musée Grévin Montréal.
Le 10 novembre 2013, il fait une apparition dans l'émission Vivement Dimanche de Michel Drucker consacrée à son ami Franck Dubosc, où il annonce un nouveau spectacle et une nouvelle tournée pour 2014.
Le 6 décembre 2014, il est juge lors de l'élection de Miss France 2015.
Du 5 mars au 13 décembre 2018, il anime Le Show de Rousseau, un talk-show de fin de soirée sur la chaîne V.
En septembre 2022, il publie son premier livre autobiographique Famille Royale,.
En 2022 et jusqu'en 2024, il incarne le rôle d'Éric, préposé aux bénéficiaires de l'hôpital St-Vincent, dans la quotidienne québécoise STAT.

### Vie privée

#### Vie sentimentale
Entre le printemps 2000 et 2003, Stéphane Rousseau fréquente la chanteuse québécoise Isabelle Boulay. Ils restent bons amis depuis leur séparation. Au mois de décembre 2004, les deux artistes se retrouvent lors de l'enregistrement d'une émission spéciale de Noël, consacrée à la chanteuse.
Entre 2004 et 2010, il est en couple avec la danseuse franco-canadienne Maud Saint-Germain, rencontrée sur la comédie musicale Chicago. Ensemble, ils ont un garçon, Axel Saint-Germain-Rousseau, né prématurément le 25 décembre 2008. C'est d'un commun accord que le couple décide de se séparer, à l'été 2010. Ils officialisent leur séparation en octobre 2010. Cependant, ils restent en bons termes, entre autres pour l'équilibre de leur enfant.
D'octobre 2010 à octobre 2014, il partage la vie de l'actrice, réalisatrice et scénariste française d'origine tuniso-italienne Reem Kherici.
En juin 2024, il annonce sur son compte Instagram qu'il fréquente l'actrice québécoise Julie Perreault.

#### Deuils
Alors qu'il n'a que 12 ans, Stéphane Rousseau perd sa mère, Berthe, à la suite d'un cancer généralisé. En 2003, c'est son père, Gilles, qui meurt de complications dues à un cancer. Ensuite, au mois de juillet 2009, Louise, sa sœur aînée, succombe aussi à cette maladie.

## Engagements marquants
Le 18 septembre 2008, dans le cadre de l'élection fédérale canadienne de 2008, Stéphane apparaît dans une vidéo humoristique mise en ligne sur YouTube et critiquant une mesure gouvernementale visant à ne pas subventionner des œuvres artistiques jugées dommageables pour l'image du Canada, prenant ainsi la défense de la culture québécoise en se moquant de la façon de penser de Stephen Harper. La vidéo, frôlant le demi-million de visionnements par les internautes en une semaine, met également en scène l'acteur Benoît Brière et l'auteur-compositeur-interprète Michel Rivard.
En septembre 2010, Stéphane Rousseau est nommé porte-parole de la Société de recherche sur le cancer au Québec. Par la suite, il organise et participe à diverses manifestations de promotions et de récoltes de fonds. Il parcourt notamment les 300 derniers kilomètres du Pèlerinage de Saint-Jacques-de-Compostelle, en une dizaine de jours, au mois d'août 2011 et 125 kilomètres en moins d'une semaine sur les Cinq-Terres en Italie en avril 2013.

## Spectacles

### Humour
- 1992 : Rousseau
- 1995 : Drôle de Stéphane Rousseau
- 1999 : Stéphane Rousseau vous fait l'humour
- 2006 : Rousseau - One man show
- 2010 : Les Confessions de Rousseau
- 2016 : Stéphane Rousseau brise la glace

### Comédie musicale
- 2004 : Chicago : Billy Flint

## Filmographie

### Cinéma
- 2002 : Les Dangereux : Francis
- 2003 : Stregeria : Mathias
- 2003 : Les Invasions barbares : Sébastien
- 2005 : The Locrian Mode : Francisco Foote
- 2008 : Modern Love : Vincent
- 2008 : Astérix aux Jeux olympiques : Alafolix
- 2010 : Fatal : Chris Prolls
- 2010 : Permission accordée : lui-même
- 2012 : Omertà : Sam Cohen
- 2013 : Paris à tout prix : Nicolas
- 2014 : Le Vrai du faux : Marco Valois
- 2017 : Jour J : un des futurs mariés
- 2021 : Sam : professeur de journalisme

### Télévision
- 1998 et 2002 : La Petite Vie : Scott Towel et Sti-Mé
- 2001 : Réal-IT : Rico
- 2006-2007 : Le cœur a ses raisons : Bo Bellingsworthhhh
- 2009 : Taxi 0-22 : lui-même
- 2009 : Les Parlementeries : le président de l'assemblée
- 2020 : Bye Bye 2020
- 2022 : Stat : Éric Perron
- 2022 : Sans rendez-vous : Richard L'Arrivée
- 2024 : De Pierre en fille : François Tétreault

### Doublage
- 2005 : De l'ombre à la lumière : Ford Bond
- 2007 : Tous à l'Ouest : Une aventure de Lucky Luke : Lucky Luke
- 2017 : Détestable moi 3 : Balthazar Bratt
- 2023 : Toupie et Binou, le film : Jean-Jacques, un goéland[31]

### Publicité
- 1998 - 2002 : Clorets, Amigo de Cantel, Sprite, Lipton, Knorr, Reebok

## Animation

### Télévision
- 1989-90 : C'est à ton tour
- 1997 : Dans le noir
- 2003 : Gala MétroStar
- 2004 : Soir de fête
- 2007 : La Nuit des duos
- 2002 - 2006, 2012 : Festival Juste pour rire
- 2014 : SNL Québec
- 2014 - 2016 : Sur invitation seulement
- 2018 : Le Show de Rousseau

### Radio
- 1988 - 1990 : Good Morning Québec
- 1990 - 1993 : Les Deux pistons
- 1998 - 1999 : 94,3 le matin
- 2020 - 2021 : Ça rentre au poste

## Discographie
- 2007 : Noël Drôle : Zerigodon dans l'album
- 2008 : Modern Love : plusieurs chansons dans le film ont été interprétées en duo avec la comédienne Alexandra Lamy
- 2010 : Fatal : plusieurs chansons dans le film
- 2016 : Folie passagère : bande sonore dans l'émission

## Expositions
- 2001 : Première exposition à Paris
- 2008 - 2009 : Rousseau s'expose, à Trois-Rivières
- 2019 : Origine, à Montréal

Ses œuvres sont fortement influencées par Picasso, Miro et Basquiat.